# Mart Poom
Mart Poom (n. 3 februarie 1972,, Tallinn) este un fotbalist eston actualmente retras din activitate. A evoluat pe postul de portar.